# Oissy
Oissy és un municipi francès situat al departament del Somme i a la regió dels Alts de França. L'any 2007 tenia 232 habitants.

## Demografia

### Població

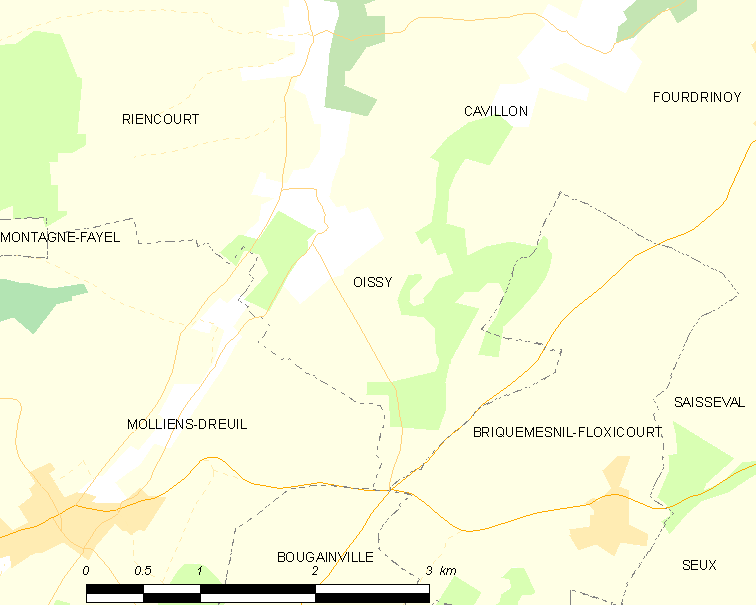
mapa del municipi

El 2007 la població de fet d'Oissy era de 232 persones. Hi havia 86 famílies de les quals 12 eren unipersonals (4 homes vivint sols i 8 dones vivint soles), 23 parelles sense fills, 39 parelles amb fills i 12 famílies monoparentals amb fills.
La població ha evolucionat segons el següent gràfic:
Habitants censats

### Habitatges
El 2007 hi havia 90 habitatges, 86 eren l'habitatge principal de la família i 4 eren segones residències. Tots els 90 habitatges eren cases. Dels 86 habitatges principals, 77 estaven ocupats pels seus propietaris, 8 estaven llogats i ocupats pels llogaters i 1 estava cedit a títol gratuït; 4 tenien dues cambres, 8 en tenien tres, 23 en tenien quatre i 51 en tenien cinc o més. 58 habitatges disposaven pel capbaix d'una plaça de pàrquing. A 27 habitatges hi havia un automòbil i a 54 n'hi havia dos o més.

### Piràmide de població

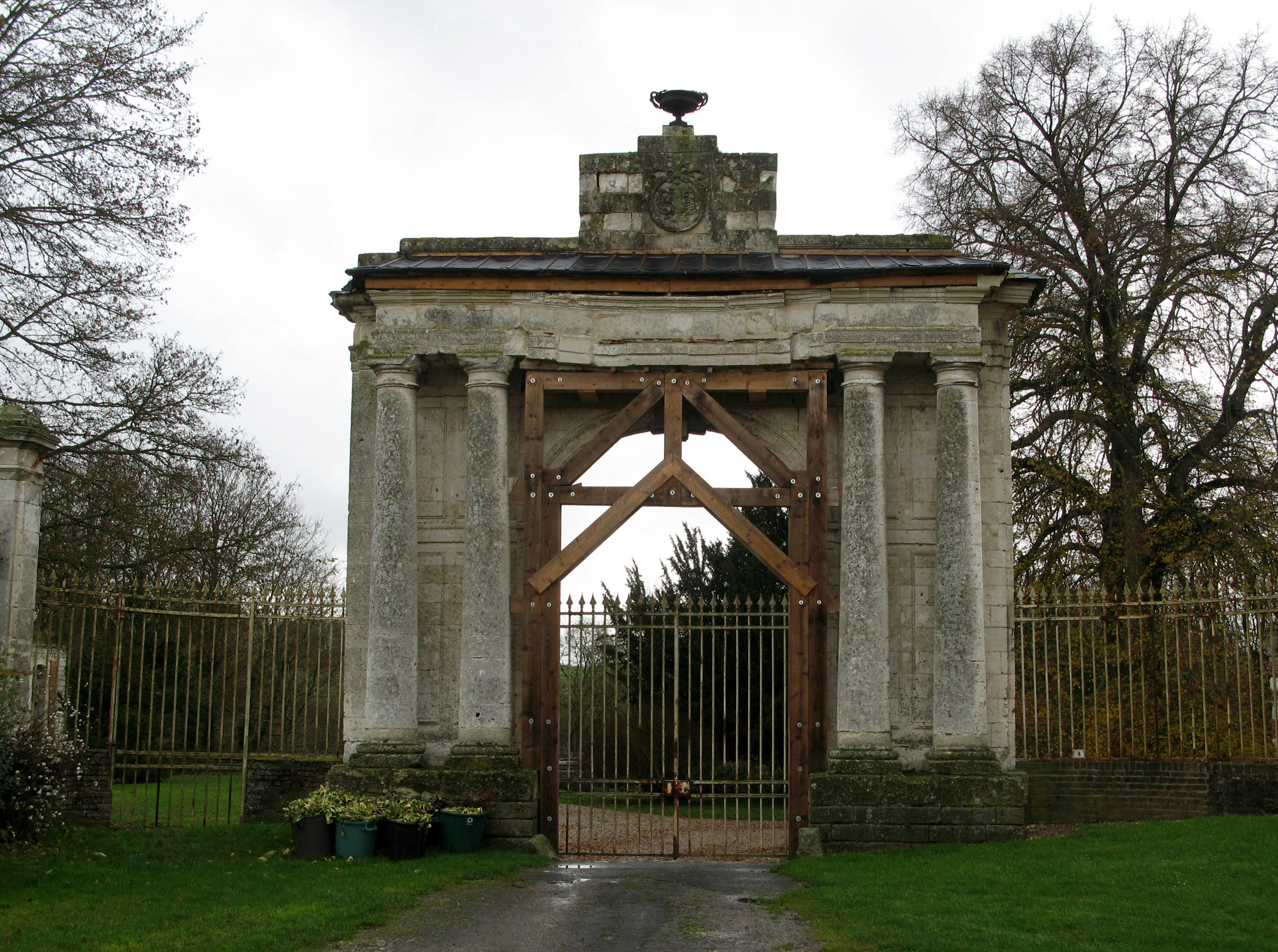

La piràmide de població per edats i sexe el 2009 era:
| Homes | Edats   | Dones |
| ----- | ------- | ----- |
| 0     | 95 o +  | 0     |
| 0     | 90 a 94 | 4     |
| 0     | 85 a 89 | 0     |
| 0     | 80 a 84 | 0     |
| 0     | 75 a 79 | 0     |
| 4     | 70 a 74 | 0     |
| 8     | 65 a 69 | 0     |
| 4     | 60 a 64 | 4     |
| 12    | 55 a 59 | 16    |
| 8     | 50 a 54 | 16    |
| 12    | 45 a 49 | 12    |
| 0     | 40 a 44 | 4     |
| 4     | 35 a 39 | 4     |
| 12    | 30 a 34 | 8     |
| 12    | 25 a 29 | 12    |
| 4     | 20 a 24 | 4     |
| 12    | 15 a 19 | 8     |
| 8     | 10 a 14 | 8     |
| 16    | 5 a 9   | 4     |
| 4     | 0 a 4   | 4     |

## Economia

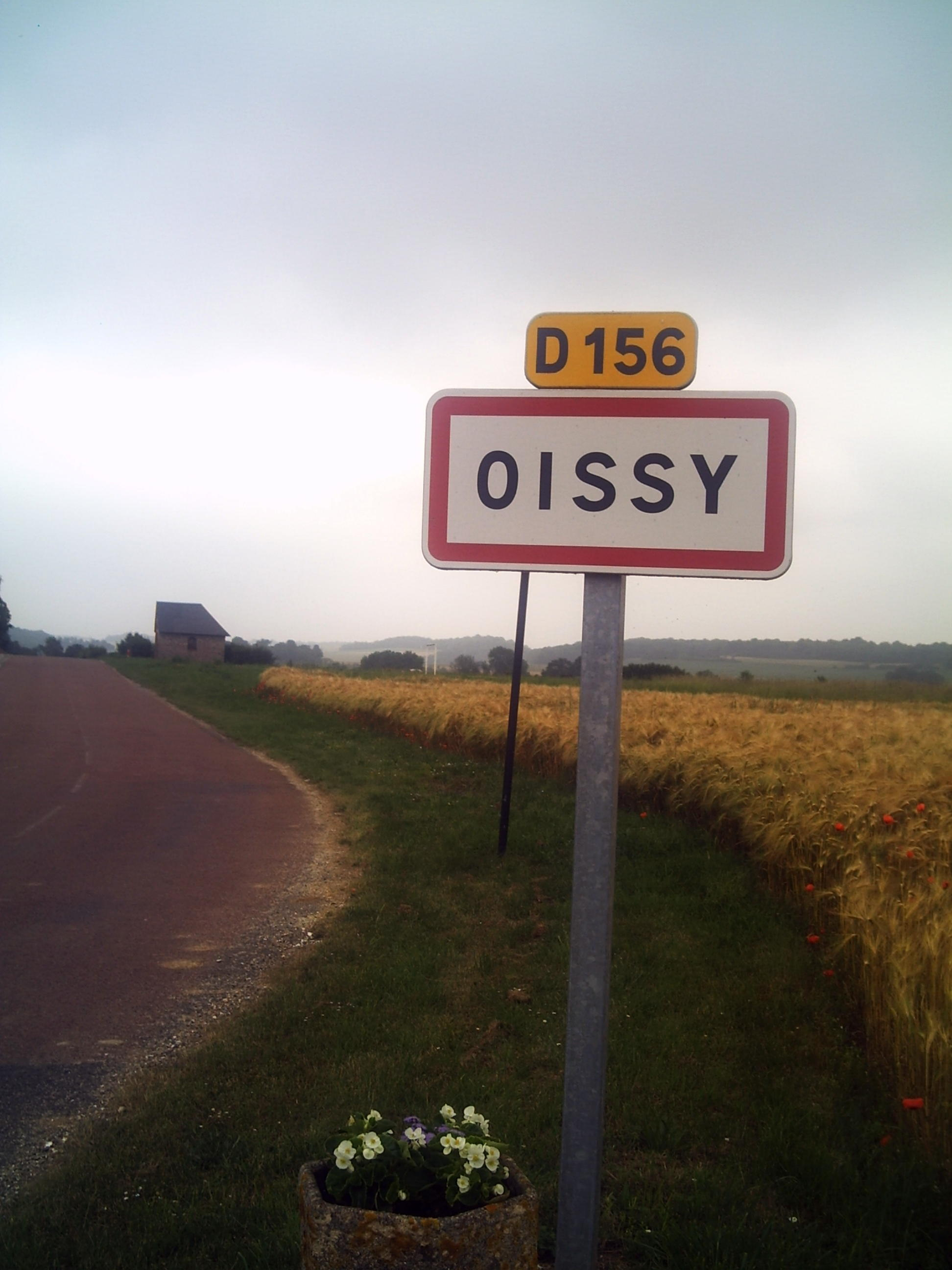

El 2007 la població en edat de treballar era de 162 persones, 125 eren actives i 37 eren inactives. De les 125 persones actives 114 estaven ocupades (57 homes i 57 dones) i 11 estaven aturades (4 homes i 7 dones). De les 37 persones inactives 18 estaven jubilades, 14 estaven estudiant i 5 estaven classificades com a «altres inactius».

### Ingressos
El 2009 a Oissy hi havia 84 unitats fiscals que integraven 240 persones, la mediana anual d'ingressos fiscals per persona era de 20.255 €.

### Activitats econòmiques
Dels 7 establiments que hi havia el 2007, 1 era d'una empresa de fabricació de material elèctric, 4 d'empreses de construcció, 1 d'una empresa financera i 1 d'una empresa classificada com a «altres activitats de serveis».
Dels 3 establiments de servei als particulars que hi havia el 2009, 1 era un paleta, 1 fusteria i 1 lampisteria.

## Equipaments sanitaris i escolars
El 2009 hi havia una escola elemental integrada dins d'un grup escolar amb les comunes properes formant una escola dispersa.

## Poblacions més properes
El següent diagrama mostra les poblacions més properes.